# Facteur de base
Le facteur de base, noté Fb, est par définition le temps (exprimé en minutes) nécessaire pour parcourir 1 mille nautique (1 NM = 1 852 m).
Il est majoritairement utilisé en aéronautique dans la navigation à l’estime et s'exprime en min/NM.
Comme {\displaystyle V={\frac {D}{T}}}, alors {\displaystyle T={\frac {D}{V}}} ; dans lesquels :
- {\displaystyle V} est la vitesse en NM/h, ou plus précisément, en nœuds (kt);
- {\displaystyle D} est la distance en mille nautique (NM).
- {\displaystyle T} est le temps en heures (h).

Pour connaître notre facteur de base, soit le temps mis pour parcourir 1NM, nous utilisons donc {\displaystyle T={\frac {1}{V}}} (Le facteur de base est en fait l’inverse de la vitesse), ce qui nous donne un temps en heure qu'il faut convertir  en minutes.
Nous pouvons donc tirer de ces égalités la formule du Fb :
| {\displaystyle Fb={\frac {60}{Vp}}} |

Où {\displaystyle Vp} est la vitesse propre de l'aéronef.

## Applications
Le facteur de base permet le calcul de plusieurs paramètres comme :
1. le temps de vol d'un aéronef. Pour le déterminer, il suffit d’effectuer le calcul :  {\displaystyle T=Fb\times D}
2. la dérive maximum avec la formule : {\displaystyle X=Fb\times Vw}

où X est la dérive maximum et Vw l'intensité du vent de travers.
Le facteur de base s'utilise sous forme fractionnaire :
{\displaystyle Fb={\frac {1}{2}}(120\ {\rm {MN)}}} veut dire 1 minute pour faire 2 NM.
{\displaystyle Fb={\frac {1}{3}}(180\ {\rm {MN)}}} veut dire 1 minute pour faire 3 NM.